# Hanna Ardéhn

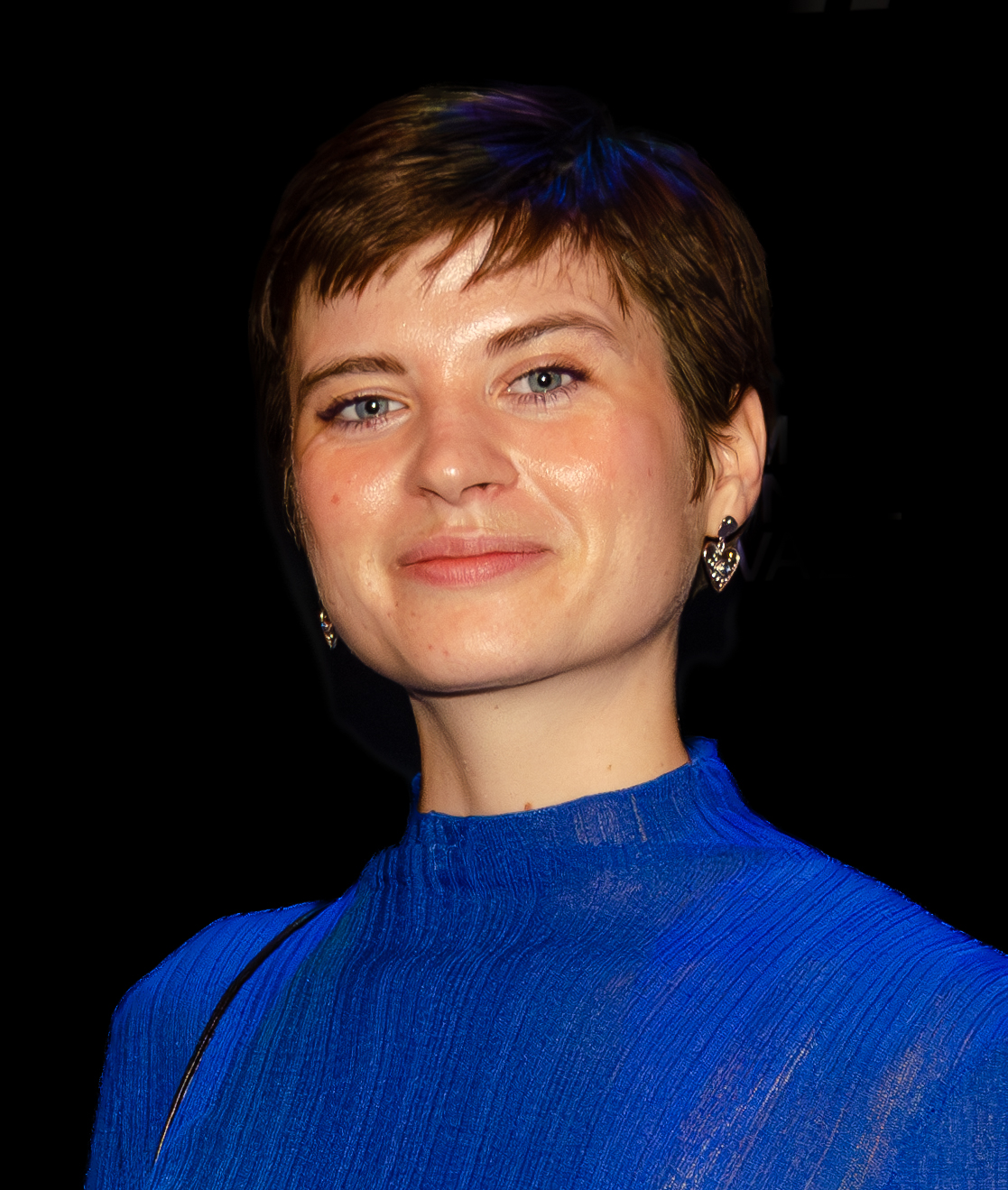
Hanna Ardéhn (2023)

Hanna Margareta Ardéhn (* 4. Oktober 1995 in Åkesberga) ist eine schwedische Schauspielerin.

## Leben und Karriere
Ardéhn wurde am 4. Oktober 1995 in Åkesberga geboren. Schon in ihren jungen Jahren interessierte sie sich für die Schauspielerei. Ihr Debüt gab sie in den Film Lidingöligan. Danach spielte sie in 7X - Lika barn leka bäst mit.
Ardéhn trat auch in den Fernsehserien Nio med JO, Dubbelliv und 30 grader i februari auf. 2010 bekam sie ihre erste Filmrolle in dem Film 7X - Lika barn leka bäst. Außerdem bekam sie 2019 eine Rolle in Quicksand – Im Traum kannst du nicht lügen. 2020 absolvierte sie die Universität Linköping. Sie hofft in Zukunft ihr Studium für Psychologie mit ihrer Schauspielkarriere zu kombinieren.

## Filmografie (Auswahl)
- 2007: Lidingöligan (Film)
- 2008: Nio med JO (Serie)
- 2010–2012: Dubbelliv (Serie)
- 2010: 7X - Lika barn leka bäst (Film)
- 2012–2016: 30 Grad im Februar (30 grader i februari, Serie)
- 2015: Krigarnas Ö (Film)
- 2019: Quicksand – Im Traum kannst du nicht lügen (Quicksand, Serie)
- 2019: Maria Wern, Kripo Gotland (Maria Wern, Serie)
- 2022: Nattryttarna (Serie)
- 2022: Ein Sturm zu Weihnachten (A Storm for Christmas, Serie)
- 2023: Leva life (Serie)